# Straight from the Lab
Straight from the Lab es el segundo EP del rapero Eminem, lanzado el 2003. Aunque fue mayormente comercializado como bootleg (como los EP se distribuyen principalmente a través de Internet), el álbum fue lanzado comercialmente en Europa por Universal Music, con la adición de varios bonus tracks independientes. 

## Lista de canciones
| N.º | Título                                                 | Duración |  |
| 1.  | «Monkey See, Monkey Do»                                | 3:40     |  |
| 2.  | «We As Americans»                                      | 5:00     |  |
| 3.  | «Love You More»                                        | 4:44     |  |
| 4.  | «Can-I-Bitch»                                          | 5:08     |  |
| 5.  | «Bully»                                                | 4:48     |  |
| 6.  | «Come on In» (con D12)                                 | 4:35     |  |
| 7.  | «Doe Rae Me (Hailie's Revenge)» (con D12 & Obie Trice) |          |  |